# ガラタサライSK
ガラタサライ・スポル・クリュビュ（Galatasaray Spor Kulübü）は、トルコ・イスタンブールの総合スポーツクラブである。サッカー部門が最も有名である。
サッカークラブのほかにバレーボール（男子・女子）、バスケットボール（男子・女子）、車いすバスケットボール、陸上競技、コントラクトブリッジ、柔道、馬術、ボート競技、セーリング、スーパーリーグ・フォーミュラ、水泳、水球とさまざまな競技を行う。